# The Best FIFA Men's Player
Il The Best FIFA Men's Player è un premio calcistico assegnato annualmente dalla FIFA, a partire dal 2016, per premiare il miglior giocatore al mondo. Il riconoscimento nasce con lo scopo di dare continuità al FIFA World Player of the Year, che era stato fuso con il Pallone d'oro di France Football nel 2010 dando vita al Pallone d'oro FIFA, assegnato congiuntamente per sei anni.
I voti sono dati da rappresentanti dei media, commissari tecnici e capitani delle Nazionali. Nell'ottobre del 2016 è stato annunciato che sarebbe stato permesso di votare anche ai tifosi. Ciascun gruppo conta per il 25% del totale.

## Albo d'oro
| Anno | Pos                | Giocatore           | Squadra             |
| ---- | ------------------ | ------------------- | ------------------- |
| 2016 |                    |                     |                     |
| 1º   | Cristiano Ronaldo  | Real Madrid         |                     |
| 2º   | Lionel Messi       | Barcellona          |                     |
| 3º   | Antoine Griezmann  | Atlético Madrid     |                     |
| 2017 |                    |                     |                     |
| 1º   | Cristiano Ronaldo  | Real Madrid         |                     |
| 2º   | Lionel Messi       | Barcellona          |                     |
| 3º   | Neymar             | Paris Saint-Germain |                     |
| 2018 |                    |                     |                     |
| 1º   | Luka Modrić        | Real Madrid         |                     |
| 2º   | Cristiano Ronaldo  | Juventus            |                     |
| 3º   | Mohamed Salah      | Liverpool           |                     |
| 2019 |                    |                     |                     |
| 1º   | Lionel Messi       | Barcellona          |                     |
| 2º   | Virgil van Dijk    | Liverpool           |                     |
| 3º   | Cristiano Ronaldo  | Juventus            |                     |
| 2020 |                    |                     |                     |
| 1º   | Robert Lewandowski | Bayern Monaco       |                     |
| 2º   | Cristiano Ronaldo  | Juventus            |                     |
| 3º   | Lionel Messi       | Barcellona          |                     |
| 2021 |                    |                     |                     |
| 1º   | Robert Lewandowski | Bayern Monaco       |                     |
| 2º   | Lionel Messi       | Paris Saint-Germain |                     |
| 3º   | Mohamed Salah      | Liverpool           |                     |
| 2022 | 1º                 | Lionel Messi        | Paris Saint-Germain |
| 2022 | 2º                 | Kylian Mbappé       | Paris Saint-Germain |
| 2022 | 3º                 | Karim Benzema       | Real Madrid         |
| 2023 | 1º                 | Lionel Messi        | Inter Miami         |
| 2023 | 2º                 | Erling Haaland      | Manchester City     |
| 2023 | 3º                 | Kylian Mbappé       | Paris Saint-Germain |
| 2024 | 1º                 | Vinícius Júnior     | Real Madrid         |
| 2024 | 2º                 | Rodri               | Manchester City     |
| 2024 | 3º                 | Jude Bellingham     | Real Madrid         |

## Statistiche

### Vittorie per giocatore
| Giocatore          | 1º                   | 2º                   | 3º       |
| ------------------ | -------------------- | -------------------- | -------- |
| Lionel Messi       | 3 (2019, 2022, 2023) | 3 (2016, 2017, 2021) | 1 (2020) |
| Cristiano Ronaldo  | 2 (2016, 2017)       | 2 (2018, 2020)       | 1 (2019) |
| Robert Lewandowski | 2 (2020, 2021)       | —                    | —        |
| Luka Modrić        | 1 (2018)             | —                    | —        |
| Vinícius Júnior    | 1 (2024)             | —                    | —        |

### Vittorie per nazionalità
| Nazione    | Giocatori | Totale |
| ---------- | --------- | ------ |
| Argentina  | 1         | 3      |
| Portogallo | 1         | 2      |
| Polonia    | 1         | 2      |
| Croazia    | 1         | 1      |
| Brasile    | 1         | 1      |

### Vittorie per club
| Club                | Giocatori | Totale |
| ------------------- | --------- | ------ |
| Real Madrid         | 3         | 4      |
| Bayern Monaco       | 1         | 2      |
| Barcellona          | 1         | 1      |
| Paris Saint-Germain | 1         | 1      |
| Inter Miami         | 1         | 1      |

## Albo d'oro cumulativo
Elenco dei vincitori del riconoscimento di miglior giocatore mondiale FIFA dal 1991 in avanti.
| Giocatore          | FIFA World Player of the Year | Pallone d'oro FIFA | The Best FIFA Men's Player | Totale vittorie |
| ------------------ | ----------------------------- | ------------------ | -------------------------- | --------------- |
| Lionel Messi       | 1                             | 4                  | 3                          | 8               |
| Cristiano Ronaldo  | 1                             | 2                  | 2                          | 5               |
| Ronaldo            | 3                             | -                  | -                          | 3               |
| Zinédine Zidane    | 3                             | -                  | -                          | 3               |
| Ronaldinho         | 2                             | -                  | -                          | 2               |
| Robert Lewandowski | -                             | -                  | 2                          | 2               |
| Lothar Matthäus    | 1                             | -                  | -                          | 1               |
| Marco van Basten   | 1                             | -                  | -                          | 1               |
| Roberto Baggio     | 1                             | -                  | -                          | 1               |
| Romário            | 1                             | -                  | -                          | 1               |
| George Weah        | 1                             | -                  | -                          | 1               |
| Rivaldo            | 1                             | -                  | -                          | 1               |
| Luís Figo          | 1                             | -                  | -                          | 1               |
| Fabio Cannavaro    | 1                             | -                  | -                          | 1               |
| Kaká               | 1                             | -                  | -                          | 1               |
| Luka Modrić        | -                             | -                  | 1                          | 1               |
| Vinícius Júnior    | -                             | -                  | 1                          | 1               |

### Annotazioni
1. ↑  Considerando il premio in continuità con il FIFA World Player of the Year (1991-2009) e il Pallone d'oro FIFA (2010-2015), il maggiore vincitore del riconoscimento è Lionel Messi con 8 affermazioni.
2. ↑  Neymar si trasferì al Paris Saint-Germain dal Barcellona nel corso del 2017.
3. ↑  Cristiano Ronaldo si trasferì alla Juventus dal Real Madrid nel corso del 2018.
4. ↑  Lionel Messi si trasferì al Paris Saint-Germain dal Barcellona nel corso del 2021.
5. ↑  Lionel Messi si trasferì all'Inter Miami dal Paris Saint-Germain nel corso del 2023.
6. ↑  Lionel Messi ha vinto anche 1 FIFA World Player of the Year e 4 Palloni d'oro FIFA.
7. ↑  Cristiano Ronaldo ha vinto anche 1 FIFA World Player of the Year e 2 Palloni d'oro FIFA.

### Fonti
1. ↑   Circular no. 1560 (PDF), in FIFA.com, 21 ottobre 2016. URL consultato il 24 ottobre 2016 (archiviato dall'url originale il 25 ottobre 2016).
2. ↑   Ballon d'Or vs Best FIFA Men's Player Award, in Dailymail, 12 dicembre 2016. URL consultato il 2 gennaio 2016.
3. ↑   Ballon d'Or and Best FIFA Men's Player awards explained, su Sky Sports, 12 dicembre 2016. URL consultato il 2 gennaio 2016.
4. ↑   The fans take centre stage, in FIFA.com, 31 ottobre 2016. URL consultato il 31 ottobre 2016 (archiviato dall'url originale il 28 novembre 2016).
5. ↑   The Best FIFA Football Awards – History, su fifa.com. URL consultato il 13 dicembre 2019 (archiviato dall'url originale il 31 marzo 2019).
6. ↑  (EN) The Best FIFA Football Awards in stats, su fifa.com, 15 gennaio 2024. URL consultato il 15 marzo 2024.
«Lionel Messi has seized FIFA's top men's individual award eight times – three more than second-placed Cristiano Ronaldo»